# یولیا بربریان-مالیوا
یولیا بربریان-مالیوا (بلغاری: Юлия Берберян-Малеева؛ زادهٔ ۶ اکتبر ۱۹۴۴) یک تنیس‌باز سابق ارمنی‌تبار اهل بلغارستان است. وی مادر و مربی سه بازیکن حرفه‌ای تنیس مانوئلا مالیوا، کاترینا مالیوا، و ماگدالنا مالیوا می‌باشد که هر سه نفرشان در دوره حرفه‌ای فعالیتشان در رتبه ۱۰ بازیکن برتر انجمن تنیس زنان بوده‌اند.